# Wagony SGP nr 201–250 (tramwaje w Grazu)
Wagony SGP nr 201–250 – seria silnikowych wagonów tramwajowych o konstrukcji analogicznej do Kriegsstraßenbahnwagen, wyprodukowanych w latach 1946–1949 przez Simmering-Graz-Pauker dla systemu tramwajowego w Grazu. Poza wagonami silnikowymi powstały także wagony doczepne nr 401B–450B.

## Historia
Po II wojnie światowej system tramwajowy w Grazu pilnie potrzebował nowych wagonów. Około 1946 r. postanowiono, że nowe, dwukierunkowe tramwaje dostarczy zakład Simmering-Graz-Pauker (dziś część Siemens AG Österreich). Łącznie zamówiono po 50 wagonów silnikowych i doczepnych. W 1949 r. rozpoczęto eksploatację pierwszych wagonów. Tramwaje silnikowe otrzymały numerację z zakresu 201–250, a doczepne z zakresu 401B–450B.
W latach 80. XX wieku austriackie Ministerstwo Transportu wydało rozporządzenie w sprawie transportu tramwajowego, które wprowadziło zakaz eksploatacji tramwajów z drewnianym nadwoziem. W związku z tym wagony musiały zostać wycofane. Od 1987 r. stopniowo zastępowano je używanymi wagonami Duewag z Wuppertalu.

## Konstrukcja
Wagony silnikowe miały nadwozie o długości 11,60 m. Masa pustego wagonu była równa 13,6 t. Nadwozie zbudowane było z desek. Wewnątrz tramwajów umieszczono 16 miejsc siedzących i 45 stojących. Tramwaje wyposażono w fotel dla motorniczego, czterostopniowy nastawnik, hamulce szynowe i drzwi z napędem pneumatycznym.

## Dostawy
| Państwo        | Miasto         | Lata dostaw    | Liczba    | Numery taborowe |       |
| -------------- | -------------- | -------------- | --------- | --------------- | ----- |
| Austria        | Graz           |                | 50        | 201–250         | [ 1 ] |
| Austria        | Graz           | 50             | 401B–450B |                 | [ 1 ] |
| Łączna liczba: | Łączna liczba: | Łączna liczba: | 100       |                 |       |

## Wagony historyczne
Do dziś zachowało się kilka wagonów. W kolekcji Tramway Museum Graz znajdują się m.in. wagony silnikowe nr 206, 222 i 234 (rok produkcji: 1949) z doczepami. Wagon nr 206 uczestniczy niekiedy w przejazdach specjalnych.
Wagony silnikowe nr 212, 247 i 250 są własnością Historamy Ferlach. Wagon nr 212 posiada biało-czerwone malowanie wzorowane na malowaniu tramwajów w Klagenfurcie.